# Helga Dietrich
Helga Dietrich (n. 1940) és una botànica alemanya. Va treballar en la flora de Cuba, sobre orquídies i plantaginàcies. És investigadora de la Universitat de Jena.

## Algunes publicacions
- 1984. Vorläufiges Gattungs- und ArtenVerzeichnis Kubanischer Orchidaceae (Llista preliminar dels gèneres i espècies de Cuba). Wiss. Zeitschr. Friedrich-Schiller-Univ. Jena.

### Llibres
- 1980. Bibliographia orchidacearum. Vol. 2. Universitätsbibliothek der Friedrich-Schiller-Universität Jena. 62 pàg. Part 1, A-K. 159 pàg. Part 2, L-Z. 1981. 319 pàg.
- 1984. Orchideenmosaik. Universitatsbibliothek der Friedrich-Schiller-Universitat Jena. 51 pàg.
- 1991. Bibliographia Orchidacearum: Aussereuropaische Arten. Ed. Universitatsbibliothek der Friedrich-Schiller-Universitat. ISBN 3-910014-21-6